# Thai League Cup 2021/22
Der Thai League Cup 2021/22 war die 12. Saison in der zweiten Ära eines Fußballwettbewerbs in Thailand. Das Turnier wurde von Toyota gesponsert und war daher auch als Revo League Cup bekannt. Das Turnier startete mit der ersten Qualifikationsrunde am 13. Oktober 2021 und endete mit dem Finale am 29. Mai 2022.

## Termine
| Runde                  | Datum                                   |
| ---------------------- | --------------------------------------- |
| 1. Qualifikationsrunde | 13. Oktober 2021                        |
| 2. Qualifikationsrunde | 20. Oktober 2021                        |
| Play-off-Runde         | 3. November 2021/24. November 2021      |
| 1. Runde               | 12. Januar 2022                         |
| Achtelfinale           | 9. Februar 2022                         |
| Viertelfinale          | 12. März 2022/13. März 2022/8. Mai 2022 |
| Halbfinale             | 25. Mai 2022                            |
| Finale                 | 29. Mai 2022                            |

## Resultate und Begegnungen

### 1. Qualifikationsrunde
| Datum                         |                              | Ergebnis              |                                            |
| North/Eastern Region          | North/Eastern Region         | North/Eastern Region  | North/Eastern Region                       |
| ----------------------------- | ---------------------------- | --------------------- | ------------------------------------------ |
| 13. Oktober 2021 um 15:00 Uhr | Khon Kaen Mordindang FC (T3) | 0:1                   | Udon United FC (T3)                        |
| 13. Oktober 2021 um 15:00 Uhr | Sisaket United FC (T3)       | 0:1                   | Muang Loei United FC (T3)                  |
| Eastern Region                |                              |                       |                                            |
| 13. Oktober 2021 um 15:00 Uhr | Royal Thai Fleet FC (T3)     | 0:2                   | ACDC FC (T3)                               |
| 13. Oktober 2021 um 15:00 Uhr | Banbueng FC (T3)             | 1:1 n. V. (3:4 i. E.) | Pattaya Dolphins United (T3)               |
| Western Region                |                              |                       |                                            |
| 13. Oktober 2021 um 15:00 Uhr | Chainat United FC (T3)       | 2:1                   | Thawi Watthana Samut Sakhon United FC (T3) |
| Southern Region               |                              |                       |                                            |
| 13. Oktober 2021 um 15:00 Uhr | Phatthalung FC (T3)          | 2:5                   | Satun United FC (T3)                       |
| 13. Oktober 2021 um 16:00 Uhr | Pattani FC (T3)              | 2:3                   | Songkhla FC (T3)                           |

### 2. Qualifikationsrunde
| Datum                         |                                        | Ergebnis              |                                          |
| Northern Region               | Northern Region                        | Northern Region       | Northern Region                          |
| ----------------------------- | -------------------------------------- | --------------------- | ---------------------------------------- |
| 20. Oktober 2021 um 15:00 Uhr | Northern Tak United FC (T3)            | 0:1 n. V.             | Phitsanulok FC (T3)                      |
| 20. Oktober 2021 um 15:00 Uhr | See Khwae City FC (T3)                 | 2:7                   | Kamphaengphet FC (T3)                    |
| 20. Oktober 2021 um 15:00 Uhr | Chiangrai Lanna FC (T3)                | 0:10                  | Uthai Thani FC (T3)                      |
| North/Eastern Region          |                                        |                       |                                          |
| 20. Oktober 2021 um 15:00 Uhr | Udon United FC (T3)                    | 0:2                   | Muang Loei United FC (T3)                |
| 20. Oktober 2021 um 15:00 Uhr | Sisaket FC (T3)                        | 0:1                   | Nakhon Ratchasima United FC (T3)         |
| 20. Oktober 2021 um 15:00 Uhr | Mahasarakham FC (T3)                   | 1:1 n. V. (5:3 i. E.) | Surin Khong Chee Mool FC (T3)            |
| Eastern Region                |                                        |                       |                                          |
| 20. Oktober 2021 um 15:00 Uhr | ACDC FC (T3)                           | 4:3 n. V.             | Pattaya Dolphins United (T3)             |
| 20. Oktober 2021 um 18:00 Uhr | Chachoengsao Hi-Tek FC (T3)            | 1:0                   | Bankhai United FC (T3)                   |
| 20. Oktober 2021 um 15:00 Uhr | Marines Eureka FC (T3)                 | 3:2 n. V.             | Koh Kwang FC (T3)                        |
| 20. Oktober 2021 um 15:00 Uhr | Pluakdaeng United FC (T3)              | 3:0                   | Kabin United FC (T3)                     |
| Western Region                |                                        |                       |                                          |
| 20. Oktober 2021 um 15:00 Uhr | Chainat United FC (T3)                 | 3:1                   | Ayutthaya FC (T3)                        |
| 20. Oktober 2021 um 15:00 Uhr | Samut Songkhram FC (T3)                | 1:0                   | Pathumthani University FC (T3)           |
| 20. Oktober 2021 um 15:00 Uhr | Kanjanapat FC (T3)                     | 1:0                   | Hua Hin City FC (T3)                     |
| 20. Oktober 2021 um 15:00 Uhr | Saraburi United FC (T3)                | 0:5                   | Singha Golden Bells Kanchanaburi FC (T3) |
| Bangkok Metropolitan Region   |                                        |                       |                                          |
| 20. Oktober 2021 um 15:00 Uhr | Samut Prakan FC (T3)                   | 2:2 n. V. (4:5 i. E.) | Kasem Bundit University FC (T3)          |
| 20. Oktober 2021 um 15:00 Uhr | Nonthaburi United S.Boonmeerit FC (T3) | 2:0                   | Bangkok FC (T3)                          |
| 20. Oktober 2021 um 15:00 Uhr | Prime Bangkok FC (T3)                  | 3:1                   | Grakcu Sai Mai United FC (T3)            |
| Southern Region               |                                        |                       |                                          |
| 20. Oktober 2021 um 15:00 Uhr | Satun United FC (T3)                   | 0:1                   | Songkhla FC (T3)                         |
| 20. Oktober 2021 um 15:00 Uhr | MH Khon Surat City FC (T3)             | 0:1                   | Nakhon Si United FC (T3)                 |
| 20. Oktober 2021 um 15:00 Uhr | Krabi FC (T3)                          | 2:1                   | Young Singh Hatyai United (T3)           |

### Play-off-Runde
| Datum                          |                                          | Ergebnis              |                              |
| ------------------------------ | ---------------------------------------- | --------------------- | ---------------------------- |
| 3. November 2021 um 15:00 Uhr  | Prime Bangkok FC (T3)                    | 0:2                   | Kasetsart FC (T2)            |
| 3. November 2021 um 15:00 Uhr  | Kasem Bundit University FC (T3)          | 0:2                   | Chainat Hornbill FC (T2)     |
| 3. November 2021 um 15:00 Uhr  | Samut Songkhram FC (T3)                  | 0:5                   | Nakhon Pathom United FC (T3) |
| 3. November 2021 um 15:00 Uhr  | ACDC FC (T3)                             | 0:3                   | Raj-Pracha FC (T3)           |
| 3. November                    | Uthai Thani FC (T3)                      | 0:0 n. V. (3:1 i. E.) | Muangkan United FC (T2)      |
| 3. November 2021 um 18:00 Uhr  | Songkhla FC (T3)                         | 6:1                   | Navy FC (T2)                 |
| 3. November 2021 um 15:00 Uhr  | Krabi FC (T3)                            | 7:0                   | Kamphaengphet FC (T3)        |
| 3. November 2021 um 15:00 Uhr  | Mahasarakham FC (T3)                     | 1:4                   | Nakhon Si United FC (T3)     |
| 3. November 2021 um 15:00 Uhr  | Chainat United FC (T3)                   | 0:4                   | Lampang FC (T2)              |
| 3. November 2021 um 15:00 Uhr  | Nakhon Ratchasima United FC (T3)         | 2:1                   | Khon Kaen FC (T2)            |
| 3. November 2021 um 15:00 Uhr  | Nonthaburi United S.Boonmeerit FC (T3)   | 1:2                   | Muang Loei United FC (T3)    |
| 3. November 2021 um 18:00 Uhr  | Chachoengsao Hi-Tek FC (T3)              | 1:2                   | Rayong FC (T2)               |
| 3. November 2021 um 15:00 Uhr  | Singha Golden Bells Kanchanaburi FC (T3) | 3:3 n. V. (1:4 i. E.) | Lamphun Warrior FC (T2)      |
| 3. November 2021 um 15:00 Uhr  | Pluakdaeng United FC (T3)                | 2:0                   | Sukhothai FC (T2)            |
| 3. November 2021 um 15:00 Uhr  | Kanjanapat FC (T3)                       | 0:1                   | Phitsanulok FC (T3)          |
| 24. November 2021 um 15:00 Uhr | Marines Eureka FC (T3)                   | 2:8                   | Chiangmai FC (T2)            |

### 1. Runde
| Datum           |                                  | Ergebnis        |                           |
| --------------- | -------------------------------- | --------------- | ------------------------- |
| 12. Januar 2022 | Nakhon Si United FC (T3)         | 1:2             | Nongbua Pitchaya FC (T1)  |
| 12. Januar 2022 | Muang Loei United FC (T3)        | 0:0 (6:5 i. E.) | Port FC (T1)              |
| 12. Januar 2022 | Phitsanulok FC (T3)              | 1:2             | Chiangrai United (T1)     |
| 12. Januar 2022 | Krabi FC (T3)                    | 3:2             | Suphanburi FC (T1)        |
| 12. Januar 2022 | Nakhon Ratchasima United FC (T3) | 1:3             | Chiangmai United FC (T1)  |
| 12. Januar 2022 | Pluakdaeng United FC (T3)        | 1:3             | Samut Prakan City FC (T1) |
| 12. Januar 2022 | Raj-Pracha FC (T2)               | 1:3             | Ratchaburi Mitr Phol (T1) |
| 12. Januar 2022 | Lampang FC (T2)                  | 0:0 (5:6 i. E.) | Bangkok United (T1)       |
| 12. Januar 2022 | Songkhla FC (T3)                 | 1:4             | BG Pathum United FC (T1)  |
| 12. Januar 2022 | Kasetsart FC (T2)                | 1:2             | Khon Kaen United FC (T1)  |
| 12. Januar 2022 | Lamphun Warrior FC (T2)          | 1:2             | PT Prachuap FC (T1)       |
| 12. Januar 2022 | Uthai Thani FC (T3)              | 1:0             | Muangthong United (T1)    |
| 12. Januar 2022 | Chiangmai FC (T2)                | 0:1             | Chonburi FC (T1)          |
| 12. Januar 2022 | Nakhon Pathom United FC (T2)     | 1:2             | Police Tero FC (T1)       |
| 12. Januar 2022 | Chainat Hornbill FC (T2)         | 2:1             | Nakhon Ratchasima FC (T1) |
| 12. Januar 2022 | Rayong FC (T2)                   | 0:2             | Buriram United (T1)       |

### Achtelfinale
| Datum           |                           | Ergebnis |                           |
| --------------- | ------------------------- | -------- | ------------------------- |
| 9. Februar 2022 | Chiangrai United (T1)     | 3:0      | Chiangmai United FC (T1)  |
| 9. Februar 2022 | Muang Loei United FC (T3) | 1:3      | Chonburi FC (T1)          |
| 9. Februar 2022 | Chainat Hornbill FC (T2)  | 1:3      | PT Prachuap FC (T1)       |
| 9. Februar 2022 | Uthai Thani FC (T3)       | 2:0      | Nongbua Pitchaya FC (T1)  |
| 9. Februar 2022 | Ratchaburi Mitr Phol (T1) | 1:0      | Police Tero FC (T1)       |
| 9. Februar 2022 | Krabi FC (T3)             | 0:5      | BG Pathum United FC (T1)  |
| 9. Februar 2022 | Buriram United (T1)       | 4:1      | Samut Prakan City FC (T1) |
| 9. Februar 2022 | Khon Kaen United FC (T1)  | 0:3      | Bangkok United (T1)       |

### Viertelfinale
| Datum         |                           | Ergebnis  |                          |
| ------------- | ------------------------- | --------- | ------------------------ |
| 12. März 2022 | PT Prachuap FC (T1)       | 2:1       | Uthai Thani FC (T3)      |
| 13. März 2022 | Bangkok United (T1)       | 0:1 n. V. | Chonburi FC (T1)         |
| 13. März 2022 | Chiangrai United (T1)     | 4:2       | BG Pathum United FC (T1) |
| 008. Mai 2022 | Ratchaburi Mitr Phol (T1) | 0:2       | Buriram United (T1)      |

### Halbfinale
| Datum                     |                     | Ergebnis |                       |
| ------------------------- | ------------------- | -------- | --------------------- |
| 25. Mai 2022 um 18:00 Uhr | Chonburi FC (T1)    | 0:1      | PT Prachuap FC (T1)   |
| 25. Mai 2022 um 19:00 Uhr | Buriram United (T1) | 1:0      | Chiangrai United (T1) |

### Finale
| Datum                     |                     | Ergebnis |                     |
| ------------------------- | ------------------- | -------- | ------------------- |
| 29. Mai 2022 um 18:00 Uhr | PT Prachuap FC (T1) | 0:4      | Buriram United (T1) |

#### Spielstatistik
| Paarung        | PT Prachuap FC – Buriram United |
| Ergebnis       | 0:4 (0:1) |
| Datum          | 29. Mai 2022 um 18:00 Uhr |
| Stadion        | BG Stadium, Thanyaburi, Pathum Thani |
| Zuschauer      | 7628 |
| Schiedsrichter | Torphong Somsing |
| Tore           | 0:1 Jonathan Bolingi (35.) 0:2 Jonathan Bolingi (61.) 0:3 Peeradon Chamratsamee (90.) 0:4 Suphanat Mueanta (90.+1) |
| PT Prachuap FC | Jirunpong Thamsiha – Praweenwat Boonyong, Saranyu Intarach (63. Thitathorn Aksornsri), Saharat Pongsuwan, Peerawat Akkratum, Ratchapol Nawanno (72. Patrick Reichelt), Wanchalerm Yingyong, Apichart Denman (73. Tauã), Saharat Panmarchya (63. Thirayu Banhan), Willen Mota, Soony Saad (83. Seeket Madputeh) Cheftrainer: Issara Sritaro |
| Buriram United | Siwarak Tedsungnoen – Theerathon Bunmathan, Rebin Sulaka, Narubadin Weerawatnodom (72. Ratthanakorn Maikami), Pansa Hemviboon, Sasalak Haiprakhon, Jakkaphan Kaewprom (83. Peeradon Chamratsamee), Supachok Sarachat, Maicon, Ayub Masika (78. Suphanat Mueanta), Jonathan Bolingi Cheftrainer: Masatada Ishii                             |
| Gelbe Karten   | Saharat Panmarchya (34.) – Jonathan Bolingi (54.), Theerathon Bunmathan (55.) |
| Platzverweise  | Saharat Pongsuwan (69.) – keine |

#### Auswechselspieler
| Auswechselspieler | Auswechselspieler |
| --- | --- |
| PT Prachuap FC | Buriram United |
| - Thitathorn Aksornsri (63.) ▲ - Thirayu Banhan (63.) ▲ - Patrick Reichelt (73.) ▲ - Tauã (73.) ▲ - Seeket Madputeh (83.) ▲ - Nukoolkit Krutyai - Eakkanut Kongket - Kwanchai Suklom - Thanin Plodkeaw | - Ratthanakorn Maikami (72.) ▲ - Suphanat Mueanta (78.) ▲ - Peeradon Chamratsamee (83.) ▲ - Nopphon Lakhonphon - Supachai Jaided - Apiwat Ngaolamhin - Piyaphon Phanichakul - Chakkit Laptrakul - Chutipol Thongthae |

## Torschützenliste
| Platz | Spieler                 | Mannschaft                          | Tore |
| ----- | ----------------------- | ----------------------------------- | ---- |
| 1.    | Ricardo Santos          | Uthai Thani FC                      | 6    |
| 2.    | Jonathan Bolingi        | Buriram United                      | 5    |
| 2.    | Evgeni Kabaev           | Chiangmai FC                        | 5    |
| 4.    | Ikhsan Fandi            | BG Pathum United FC                 | 4    |
| 5.    | Thiraphat Nunsuk        | ACDC FC                             | 3    |
| 5.    | Getterson               | Chiangrai United                    | 3    |
| 5.    | Diarra Junior Aboubacar | Singha Golden Bells Kanchanaburi FC | 3    |
| 5.    | Mohamed Samir           | Krabi FC                            | 3    |
| 5.    | Phuchakhen Chandaeng    | Krabi FC                            | 3    |
| 5.    | Natan                   | Songkhla FC                         | 3    |